# Bahnstrecke Wasserburg Bahnhof–Wasserburg Stadt
| |                      |                            |                            |
| Streckennummer (DB): | 5711                 |                            |                            |
| Kursbuchstrecke: | 427h (1946)          |                            |                            |
| Streckenlänge: | 4,39 km              |                            |                            |
| Spurweite: | 1435 mm (Normalspur) |                            |                            |
| Maximale Neigung: | 28,6 ‰               |                            |                            |
| |                      |                            |                            |
| \| \| \| von Mühldorf (Oberbay) \| \| \| \| 0,00 \| Wasserburg (Inn) Bahnhof \| 481 m \| \| \| \| nach Grafing Bahnhof \| \| \| \| \| nach Rosenheim \| \| \| \| \| Anschluss Meggle \| \| \| \| \| Wasserburger Tunnel (40 m) \| \| \| \| 4,39 \| Wasserburg (Inn) Stadt \| 426 m \| \| \| \| \| \| \| Quellen: [1] \| \| \| \| |                      |                            |                            |
| Strecke |                      | von Mühldorf (Oberbay)     | von Mühldorf (Oberbay)     |
| Bahnhof | 0,00                 | Wasserburg (Inn) Bahnhof   | 481 m                      |
| Abzweig geradeaus und nach rechts |                      | nach Grafing Bahnhof       | nach Grafing Bahnhof       |
| Abzweig ehemals geradeaus und nach rechts |                      | nach Rosenheim             | nach Rosenheim             |
| Abzweig geradeaus und nach links (Strecke außer Betrieb) |                      | Anschluss Meggle           | Anschluss Meggle           |
| Tunnel (Strecke außer Betrieb) |                      | Wasserburger Tunnel (40 m) | Wasserburger Tunnel (40 m) |
| Kopfbahnhof Streckenende (Strecke außer Betrieb) | 4,39                 | Wasserburg (Inn) Stadt     | 426 m                      |
| |                      |                            |                            |
| Quellen: |                      |                            |                            |

Die Bahnstrecke Wasserburg Bahnhof–Wasserburg Stadt ist eine Nebenbahn in Bayern. Sie zweigt in Wasserburg (Inn) Bahnhof aus der Bahnstrecke Rosenheim–Mühldorf ab und führt nach Wasserburg am Inn. Seit dem 2. März 1987 ist die noch vorhandene Strecke nach einem Dammrutsch gesperrt, eine Instandsetzung erfolgte nicht. Besitzer der Infrastruktur ist die Stadt Wasserburg am Inn.

## Geschichte
Beim Bau der 1876 eröffneten Bahnstrecke Rosenheim–Mühldorf wurde der Bahnhof Wasserburg bei Reitmehring angelegt, da eine Trasse näher an der in der Talsohle des Inns gelegenen Stadt eine unverhältnismäßige Kostensteigerung und eine Verlängerung der Strecke erfordert hätten. Der Bahnhof liegt etwa vier Kilometer westlich der Stadt. Im Jahr 1890 erteilte die Regierung des Königreichs Bayern unter Prinzregent Luitpold die Planungskonzession für eine Lokalbahn zwischen diesem Bahnhof und der in einer Schleife des Inns gelegenen Stadt Wasserburg.
Am 6. März 1900 wurde der Bau der Strecke genehmigt. Der Grundstückserwerb gestaltete sich langwierig und deutlich teurer als geplant, so dass die Verbindung erst Ende 1902 fertiggestellt werden konnte. Am 20. Dezember 1902 fanden die technischen Abnahmefahrten und die Eröffnungsfeierlichkeiten statt. Der planmäßige Verkehr wurde am 24. Dezember 1902 aufgenommen.
Der ab Oktober 1905 gültige Fahrplan wies drei durchlaufende Personenzugpaare von Grafing Bahnhof nach Wasserburg Stadt auf, die in Wasserburg Bahnhof jeweils die Fahrtrichtung wechseln mussten. Dieses Angebot wurde bis zum Ersten Weltkrieg um zwei weitere Fahrtenpaare ergänzt. Von Beginn an wurden zudem zusätzliche Verbindungen zwischen Wasserburg Bahnhof und Wasserburg Stadt angeboten, um Anschlussverbindungen von und zu den Zügen der Strecke Rosenheim–Mühldorf herzustellen.
Weitergehende Pläne des Eisenbahnkomitees Schnaitsee, die Bahnstrecke östlich von Wasserburg über Schnaitsee nach Trostberg zu verlängern, wurden nicht realisiert. Das bayerische Verkehrsministerium lehnte das Projekt im August 1913 nach einer Wirtschaftlichkeitsprüfung ab.

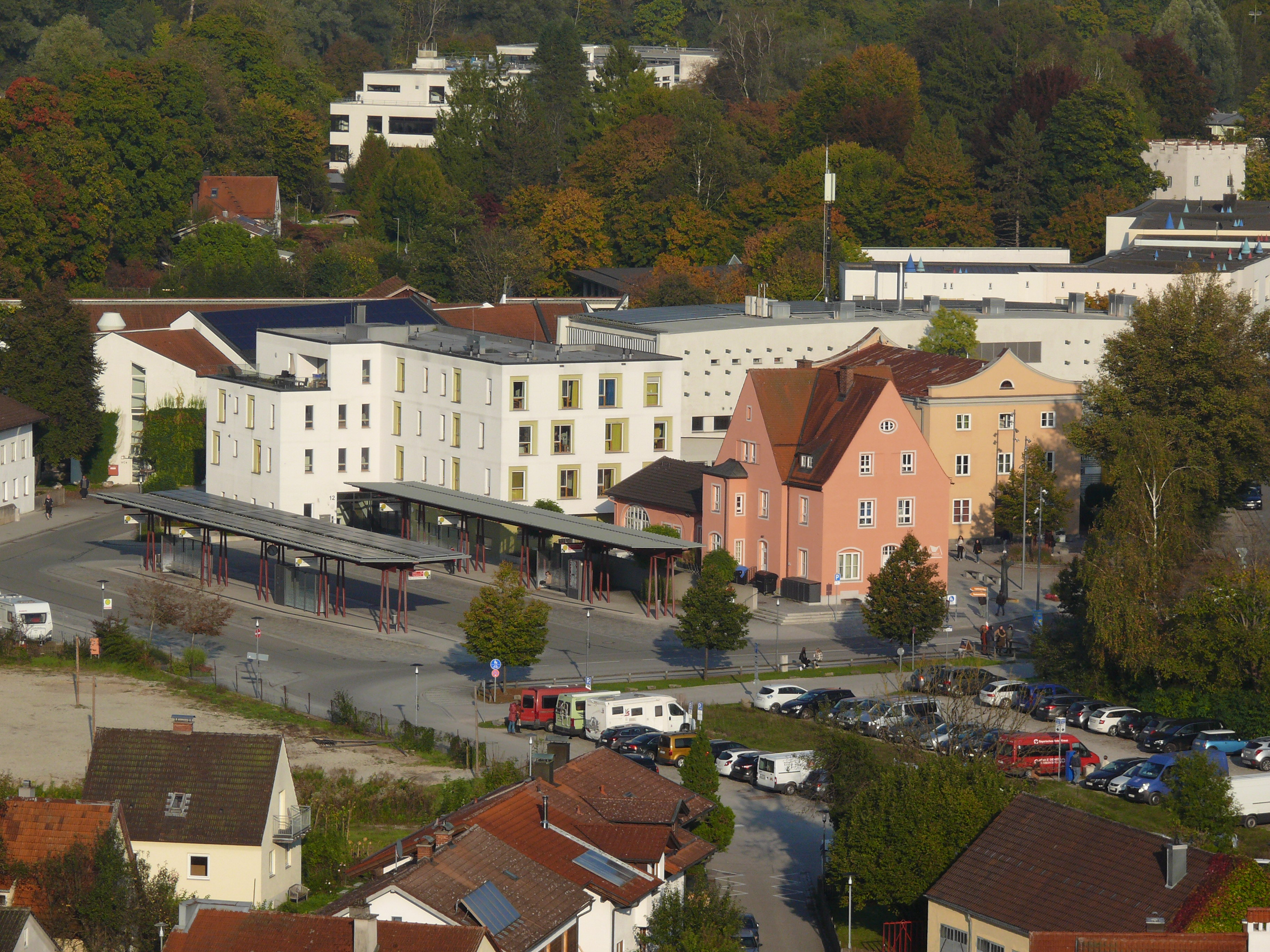
Bahnhof Wasserburg Stadt. Das Bahngelände wird heute als Busbahnhof und Parkplatz genutzt (2021).

Ab 24. April 1920 kam die Strecke zum Netz der Deutschen Reichsbahn, Reichsbahndirektion München. Ab 7. September 1949 gehörte die Strecke zur Deutschen Bundesbahn (DB).
Nach starken Regenfällen am 2. März 1987 wurde das Gleis auf Höhe eines verstopften Durchlasses des Gaberseer Grabens auf einer Länge von mehreren Metern unterspült (Lage), wonach der beschädigte Abschnitt nicht mehr instand gesetzt wurde. Stattdessen transportierte die Deutsche Bundesbahn die in Wasserburg Stadt verbliebenen Eisenbahnfahrzeuge mit einem Straßenroller ab.
Am 2. April 2004 übernahm die Stadt Wasserburg am Inn die Infrastruktur ab dem Streckenkilometer 0,371, um die Möglichkeit einer Wiederinbetriebnahme zu sichern. Am 30. August 2012 veröffentlichte die Stadt Wasserburg im Bundesanzeiger ein Verkaufsangebot für diese Strecke. Bis zum Ende der dreimonatigen Frist am 30. November 2012 meldeten sich Interessenten zur Übernahme der Strecke. Daraufhin verhandelte ein Konsortium aus verschiedenen Unternehmen mit der Stadt über eine Übernahme der Strecke. Für die Entwidmung der so genannten „Altstadtbahn“ setzte sich das Molkereiunternehmen Meggle Group ein, das sein Firmengelände beidseits der Trasse erweitern wollte.
Am 12. Februar 2016 hat das bayerische Staatsministerium des Inneren, für Bau und Verkehr einen förmlichen Stilllegungsbescheid für den der Stadt Wasserburg gehörigen Streckenabschnitt Wasserburg (Inn) Bf (ausschließlich)–Wasserburg (Inn) Stadt erlassen. Ein aus BayernBahn, Rhein-Sieg-Eisenbahn, Innrail und dem Fahrgastverband Pro Bahn gebildetes Konsortium Wasserburger Altstadtbahn legte dagegen Widerspruch ein, das Verwaltungsgericht München wies die Klage am 9. Januar 2017 ab. Im Januar 2018 wurde allerdings die Berufung vom Verwaltungsgerichtshof Bayern zugelassen. Nach erneuter Abweisung wurde 2018 beim Bundesverwaltungsgericht Revision eingelegt. Am 6. November 2020 gab das Bundesverwaltungsgericht bekannt, dass die Revision in letzter Instanz zurückgewiesen wurde und der Stilllegungsbescheid somit in Kraft bleibt. Eine Entwidmung wird derzeit seitens der Besitzerin, der Stadt Wasserburg, nicht angestrebt.
Der Wasserburger Stadtrat hat im Oktober 2019 beschlossen, dass der Stadtbus ab 2022 statt im Stundentakt nun im Halbstundentakt fahren soll.
Im März 2021 hat sich der Stadtrat in Wasserburg gegen eine Entwidmung der stillgelegten Strecke ausgesprochen.
Im April 2024 veröffentlichte das Bayerische Staatsministerium für Wohnen, Bau und Verkehr eine auf Oktober 2023 datierte Machbarkeitsstudie zu einer „Verlängerung der Regional-S-Bahn von Wasserburg Bahnhof nach Wasserburg Stadt“. Diese ermittelte ein Nutzen-Kosten-Verhältnis von 0,33 für eine Elektrifizierung der Strecke und einer Verlängerung der geplanten Express-S-Bahn-Linie über Wasserburg Bahnhof hinaus nach Wasserburg Stadt. Im Juli 2024 lehnte der Stadtrat die Einleitung einer Entwidmung ab.

## Streckenbeschreibung

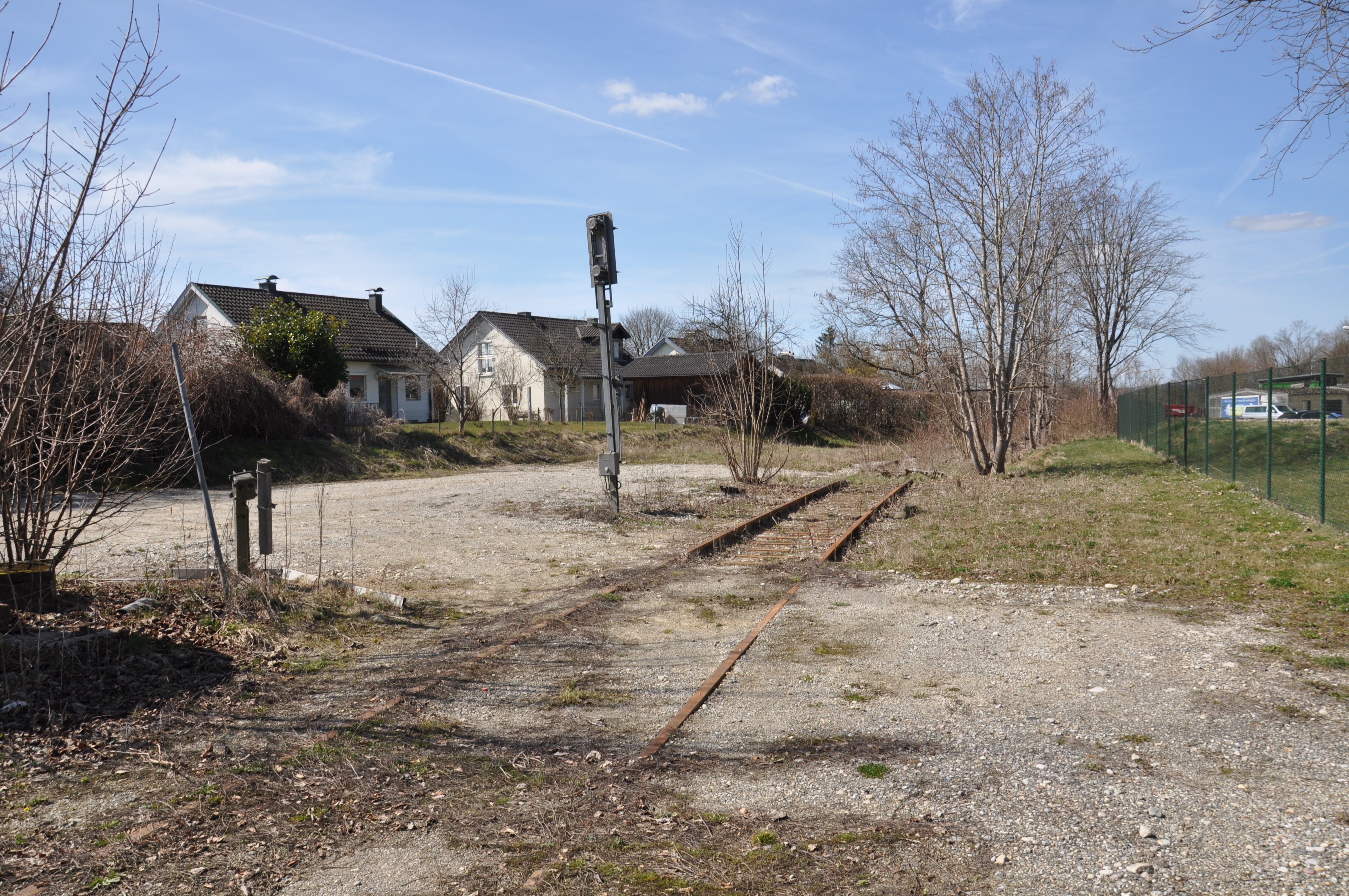
Die Strecke, kurz bevor sie die Megglestraße überquert und das Megglegelände verlässt

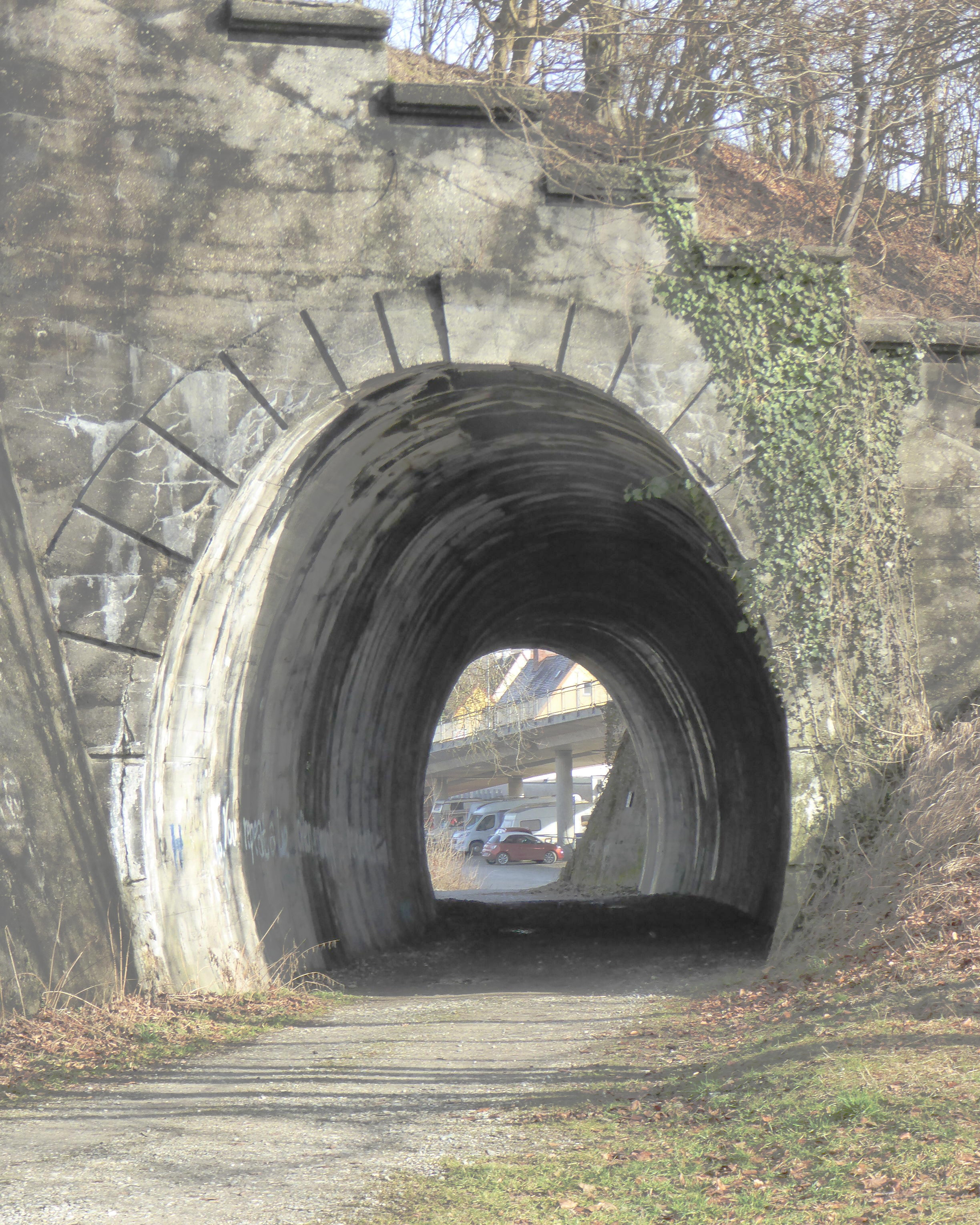
Kurz vor dem Endbahnhof liegt der Wasserburger Tunnel. (2016)

Das Gleis nach Wasserburg Stadt führt Richtung Süden aus Wasserburg Bahnhof (Lage) heraus und anschließend nach Osten durch das Werksgelände der Meggle AG hinunter zum Inn, wo nach der Durchquerung eines kurzen Tunnels (Lage) der Bahnhof Wasserburg Stadt (Lage) erreicht wird. Im Bereich des Tunnels und des Stadtbahnhofs wurden die Gleise nach der Verkehrseinstellung (Ende 2005 / Anfang 2006) mit Kies überdeckt.

## Fahrzeugeinsatz
Zur Traktion der Züge wurden zunächst Dampflokomotiven der Typen D VI und D VII genutzt, die unter Regie der Reichsbahn schrittweise durch Maschinen der Reihen 70.0, 86 und 98.8 abgelöst wurden. Die DB verwendete auf der Strecke zeitweise auch Lokomotiven der Reihen 64 und 98.3 („Glaskasten“). Ab 1954 wurden auf der Strecke Schienenbusse eingesetzt, die 1962 die Dampflokomotiven im Reisezugverkehr vollständig ablösten.